# Pteris quadristipitis
Pteris quadristipitis är en kantbräkenväxtart som beskrevs av X. Y. Wang och P. S. Wang. Pteris quadristipitis ingår i släktet Pteris och familjen Pteridaceae. Inga underarter finns listade.